# Andalúziai

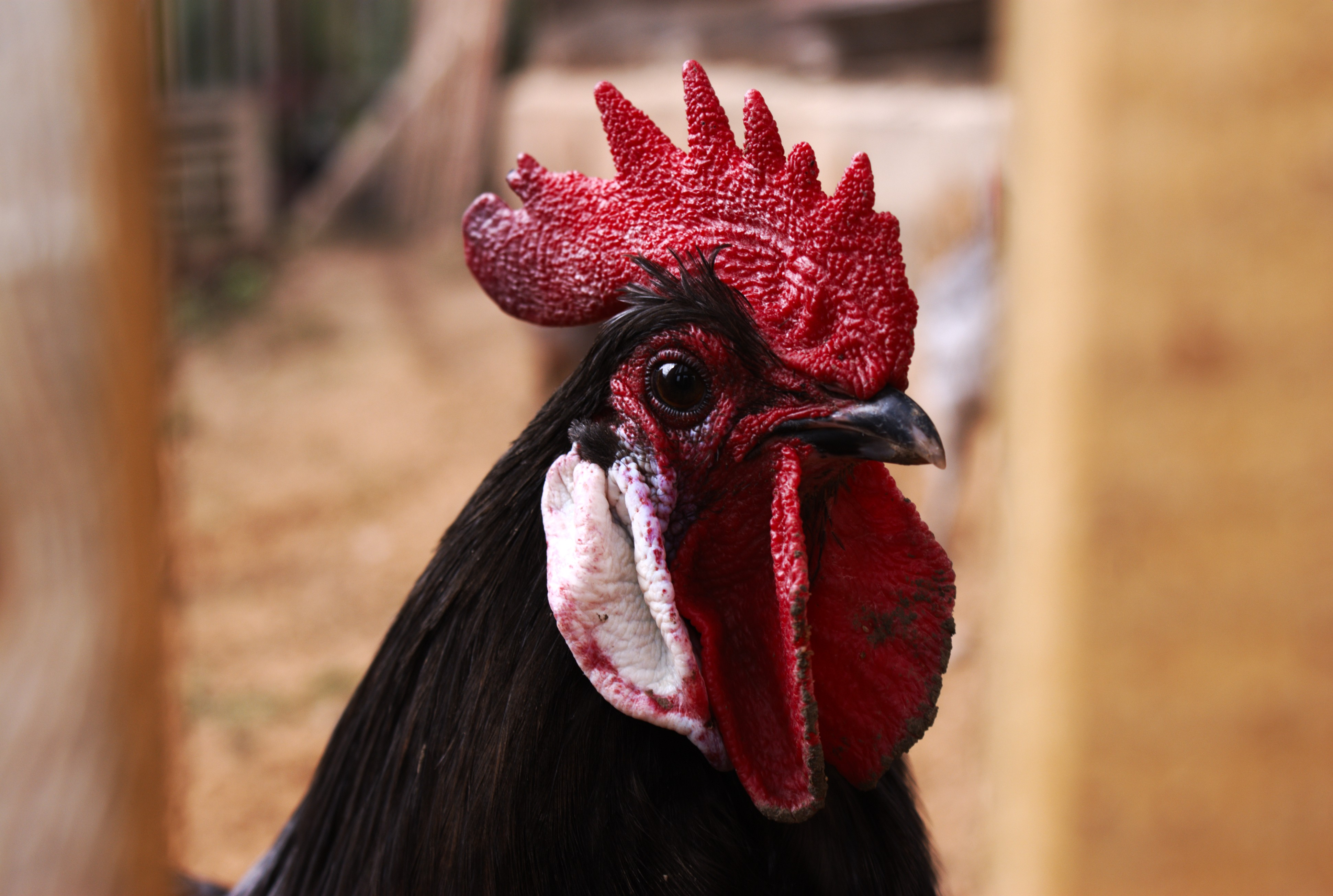
Andalúziai kakas

Az andalúsziai tyúkfajta spanyol eredetű. Főként Spanyolországban és Európa más területein terjedt el, bár egy 1872-es felmérés szerint Németországban már akkor elterjedtebb volt, mint Spanyolországban.

## Fajtatörténet
Keletkezésére vonatkozó adat kevés van. Annak ellenére, hogy egy szép fajta, igen ritka.

## Fajtabélyegek, színváltozatok
Hát széles. Farktollak teltek, kissé laza és gyengén felfelé ívelő. Melltájék kerekded, kissé felfelé tartott. Szárnyak hosszúak. Fej közepes nagyságú, széles. Arc piros. Szemek sötétek. Csőr sötét színű, erős. Taraj hosszú vonalon kapcsolódik a fejhez, egyenletesen fogazott. Füllebeny fehér, középes méretű, sima, ráncok nélkül. Toroklebenye vékony, nem túl hosszú, szép kerekded. Nyak hosszú, kissé hátra húzott, erősen indul ki a vállból. Combok erősek, csüd palakék. 
Színváltozatok: kék.

## Természete
Áramvonalas és könnyedén kiemelkedő alakú. Jellegzetes színével hívja fel magára a figyelmet (kék alapszán és minden toll szegélye fekete). Takarmányát szorgalmasan keresgeti. Élénk, izgága fajta. 
| Általános tulajdonságok: | Általános tulajdonságok:          |
| ------------------------ | --------------------------------- |
| Súlya                    | kakas 2,5 - 3 kg, tojó 2 - 2,5 kg |
| Gyűrűmérete              | kakas 18, tojó 16                 |
| Tenyésztojás tömege      | 58 g                              |
| Tojáshéj színe           | fehér                             |
| Éves tojáshozama         | 160 db                            |